# Alfred Mąka
Alfred Mąka (ur. 14 lipca 1930 w Mierucinie, zm. 14 marca 2021 w Ostrowie Wielkopolskim) – polski duchowny katolicki.

## Życiorys
Święcenia kapłańskie przyjął 4 czerwca 1955 w poznańskiej Farze. Prałat, osobisty duszpasterz papieski. Proboszcz parafii św. Stanisława BM w Ostrowie Wlkp. w okresie 1 lipca 1981 – 30 czerwca 2007, prepozyt ostrowskiej kapituły konkatedralnej, dziekan dekanatu ostrowskiego I, kapelan ostrowskiego Bractwa Kurkowego. Wykładowca Wyższego Seminarium Duchownego Diecezji Kaliskiej.
Regionalista. Autor publikacji głównie z historii Kościoła ostrowskiego (Zawiłe dzieje przygotowań do budowy trzeciego kościoła w Ostrowie Wielkopolskim Ostrów Wielkopolski 2001, Drugi drewniany kościół w Ostrowie Wielkopolskim (1781–1906) Ostrów Wielkopolski 1999, Pierwszy drewniany kościół w Ostrowie Wielkopolskim (1404–1781) Ostrów Wielkopolski 1998, liczne artykuły prasowe, tłumaczenia dokumentów z języka łacińskiego i in.).